# アテナイ

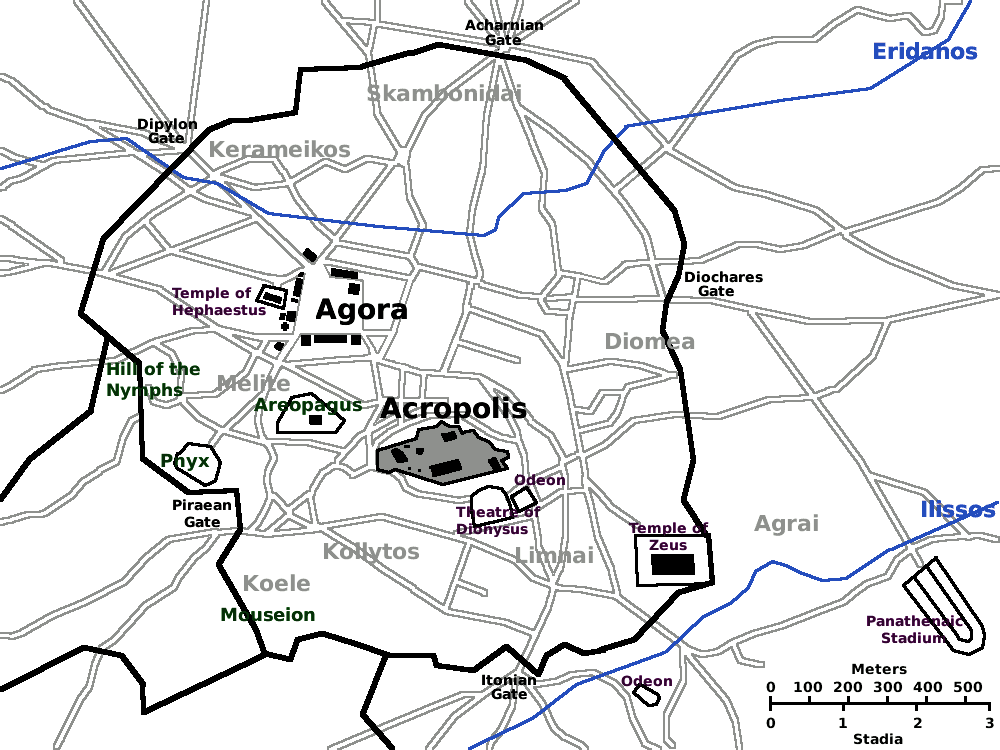
アテナイの地図。中央北西にアゴラ、中央南東にアクロポリス、間にアレオパゴス、西にプニュクスがある。

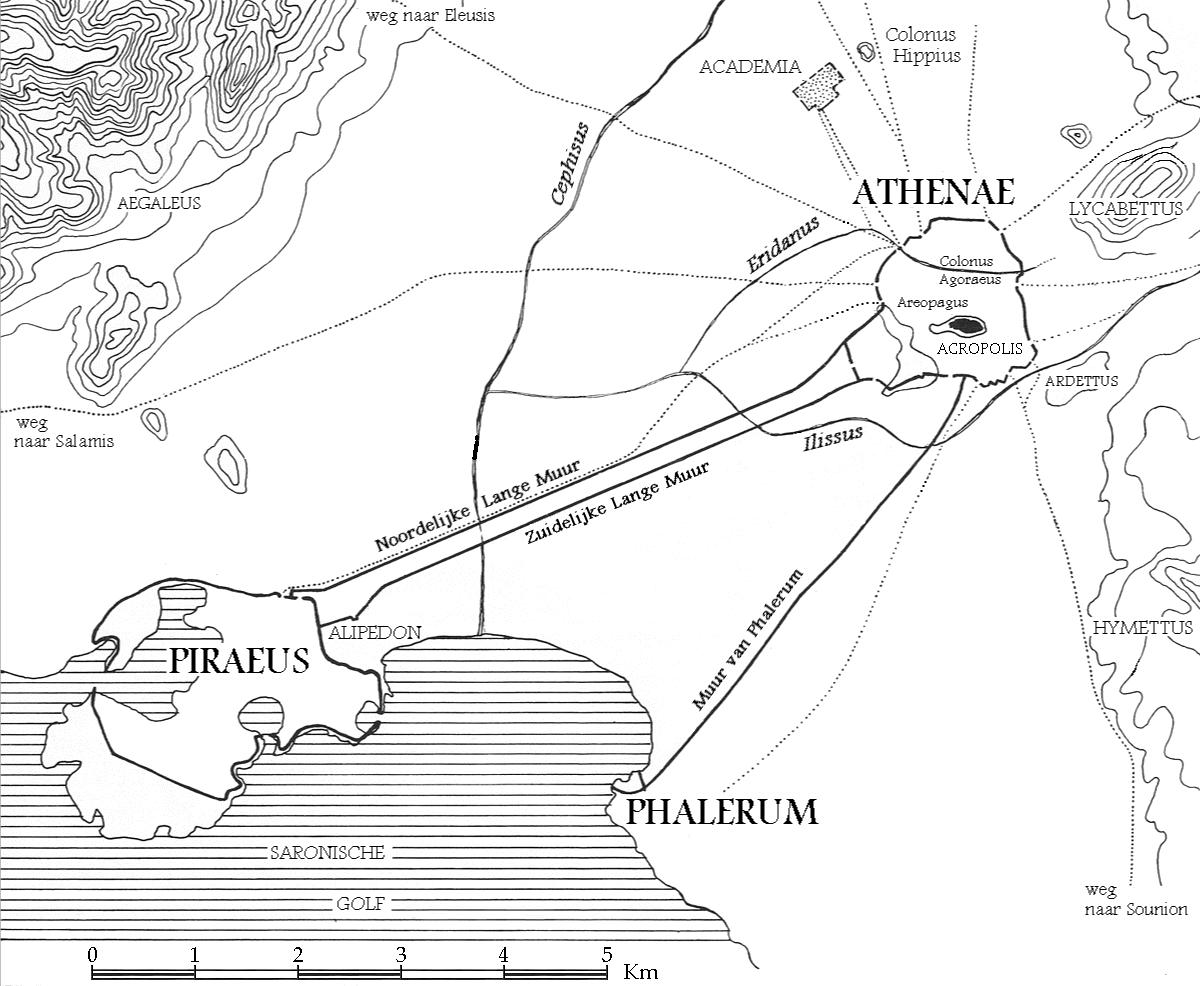
アテナイと外港ペイライエウス。それぞれの都市はアテナイの市壁、Phalerian Wallに囲まれ、都市間は長壁で接続された。

アテナイ（アテーナイ、古希: Ἀθῆναι、古代ギリシア語ラテン翻字: Athēnai）は、ギリシャ共和国の首都アテネの古名。中心部にパルテノン神殿がそびえるイオニア人の古代ギリシアの都市国家。名はギリシア神話の女神アテーナーに由来する。アッティカ半島の西サロニコス湾に面し外港ペイライエウスを有していた。

## アテナイの歴史

### アテナイの成立
アカイア人分派のイオニア人がアッティカ地方に定住したのは紀元前2000年ごろと推定され、紀元前1200年ごろから紀元前1100年ごろにかけてドーリス人の侵入をうけ周辺村落は次々と征服された。アテナイは、これを凌いで続く暗黒時代を通して王政を維持しつつ存続した（もっとも、当時のアテナイは経済的に未熟で土地も肥沃ではないため、ドーリス人が攻略する価値を見出せなかった）。このころ代々の王家に代わって、移住者の子孫であるピュロス王家が成立する。
アテナイは立地条件を生かし、エーゲ海や黒海での海上交易を中心に、交易都市として発展していく。ソロンの改革によって経済的に活性化され、主に陶器の輸出や穀物や織物の輸入などが扱われていく。また、アイギナとコリントスの経済を巡る覇権争いでは、当初はアイギナ側に立ったが後にコリントス側に移ってその優位を助け、後にコリントスが衰退の気配を見せると並び立った。この動きに拍車をかけたのはラウリオン銀山（古希: Λαύριον、古代ギリシア語ラテン翻字: Laurion）の存在である。その発掘の歴史はカルタゴのイベリア開発等と比べ遅れるものの、ギリシア世界では殆どとれなかった銀を唯一大量にとれる同銀山の本格的な採掘が開始されると、短期間のうちにその豊富な資金でアイギナ・コリントスに並ぶ存在となり、やがてギリシャ地方有数の都市となった。

### ペルシア戦争

ペルシア戦争の展開

海上交易への依存度が強かったアテナイを始めとしたギリシア諸ポリスは、小アジアにまで伸張する大国アケメネス朝ペルシアにエーゲ海の制海権を奪われた。こうした中、当時アケメネス朝の影響下におかれていた小アジアにおいて、イオニア植民市の反乱が勃発した。これをアテナイを中心とするアッティカ、イオニア系都市の一部が支持したことでアケメネス朝のダレイオス1世はギリシア地方の諸部族に対して強硬策を採り、ついにペルシア戦争が勃発した。これに対して圧倒的な国力と先進性を誇るペルシャを恐れ中立を保つポリスやペルシャ側へ付くポリスも多かったが、アテナイやスパルタを中心としたポリスは一致結束してギリシア連合軍を結成した。そしてマラトンの戦い、サラミスの海戦、プラタイアの戦いなどでギリシア側が勝利を収め、アケメネス朝ペルシアの侵攻を頓挫させた。

### 全盛期のアテナイ

デロス同盟（「アテネ帝国」）の勢力圏

ペルシア戦争に勝利し海上交易における覇権的地位を確立したアテナイは、ギリシア第一のポリスとなり、軍事のみならず経済の中心都市としても発展した。また、前の戦争において市民による重装歩兵が都市の防衛の主役となったほか、海戦における軍艦の漕ぎ手として無産市民も活躍したことで彼らも政治的地位を向上させ、軍事民主制（民主主義）による政治体制が確立されていった。こうした状況下で、優れた政治的指導者であるペリクレス将軍統治の下、アテネは繁栄した。
外交面では、アテナイを盟主としてイオニア地方やエーゲ海のポリスまで含んだデロス同盟と称される軍事同盟が結成された。当初はアケメネス朝の再襲に備えたものであったが、アケメネス朝の脅威が減少するにつれ、徐々にアテナイが他のポリスを支配する道具になっていった。当初はデロス島に設置されていた金庫がアテナイに移されて以降、潤沢な資金はアテナイの為に流用され公共事業であるアテナイのアクロポリスでのパルテノン神殿建設や海軍増強などに注ぎ込まれた。

### ペロポネソス戦争
ペルシア戦争での威信を利用したアテナイが急激な軍備拡張と諸ポリスの占領・隷属化を進め、ギリシア最強の都市国家として拡張していく様子に対し、他の多くのポリスはアテナイの専横的かつ強圧的な振る舞いを苦々しく感じていた。アテナイが帝国主義的な振る舞いを加速するに連れデロス同盟内のポリスからも反発が起こるようになった。そして元々農業国でペルシア戦争のもう一つの戦勝功績国スパルタは、こうしたアテナイの拡張・侵略政策と相容れないポリスを支援して両者は激しく対立するようになる。
紀元前431年、アテナイとスパルタを中心とするペロポネソス同盟の間にペロポネソス戦争が開始された。陸戦に強いが国内に多くの農奴及び奴隷を抱えるスパルタ、海戦に強いが国内に多くの奴隷及び国外に多数の隷属都市を抱えるアテナイは、共に政治的な不安定さと国家組織の未発達から長期間の遠征が無理であったため、指導者ペリクレスは籠城戦を選択する。陸での決戦を避けて戦力を温存、強大な海軍と合わせ海外の植民地を維持し長期戦に耐える計画であった。
紀元前429年、アテナイ城内に蔓延した疫病（19世紀にはペスト説が有力であったが、実際は別の伝染病であったと考えられる）によってペリクレスを含めた多数の人間が死亡した後、漸次隷属させていた植民地が離反するなどしてアテナイは劣勢に立たされ、戦争は紀元前404年にスパルタの勝利の内に終結した。

### アテナイの衰退
スパルタに敗れた後のアテナイには三十人政権と呼ばれる寡頭制政権が成立し恐怖政治を敷いた。間もなくトラシュブロスによって寡頭制は崩壊し富裕市民の合議制に戻ったものの、海外領土および隷属都市を失ったアテナイの経済力は衰退し政治が大きく乱れた。コリントス戦争後、紀元前377年に再度海上同盟を結成するなど国力を回復したものの、かつての勢いを取り戻すことは二度と無かった。紀元前357年に起きた同盟市戦争により同盟市に対して大幅な譲歩を強いられ、紀元前338年にカイロネイアの戦いでマケドニアのフィリッポス2世に降伏してからはデモステネスの抵抗も空しく政治的独立性を失いアレクサンドロス大王とそれに続くディアドコイの帝国に編入された。アレクサンドロス大王の死後反乱（ラミア戦争）を起こしたものの、短期間で鎮圧された。ローマの支配下となった後は文化都市として栄えたが、域内完結型のローマ経済圏において生産力の乏しさから徐々に衰退し、6世紀頃までには東ローマ帝国の一地方都市となった。

## アテナイの政治
アテナイ成立の当初は王政だったとされるが、その実態は明らかではない。その後、王政から貴族政（寡頭政）へと移行していった。しかし、商工業の発展にともなって貧富の差の拡大が進むと、一部の富裕化した市民層は、自ら武装して重装歩兵部隊を編成することが可能になった。こうして、ポリスの防衛や略奪、侵略などに市民が活躍するようになると、彼らは政治的権利の拡大を要求し始め、相次ぐ戦争を通じて市民と貴族の区別を超えた権益共同体としてのアテナイが形成された。

### 王政・貴族政
紀元前8世紀頃、アテナイ中心部へ集住（シュノイキスモス）が行われ、これがアテナイの出発点となったと考えるのが一般的である。伝承によれば王政が打倒され、まもなく貴族制（寡頭制）へと移行したとされる。彼らはアレオパゴスから政治を支配した。当時、古代ギリシア人は各地に植民活動を行っており、植民市との間で次第に交易が行われるようになっていた。こうした中で商業の発展が促され、一部の市民の富裕化を招く一方、貧困層の困窮も深刻化していた。史料上最初の政治的事件は、前630年頃にキュロンが非合法的に権力掌握を図ったというものである。しかし失敗して殺害され、僭主の地位を手にすることはなかった。紀元前624年頃にドラコンによって慣習法が成文化されたとされる。これにより貴族による法知識の独占が崩された。

### 軍事民主制の歩み

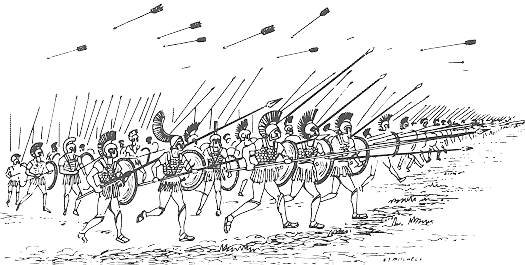
ファランクス

貧富の差の拡大は、アテナイ社会の深刻な問題となっていた。「六分の一（ヘクテモロイ）」と称される奴隷や農奴の上に位置した市民貧困層は債務奴隷となり他ポリスに売却されることもあったため、こうした事態がアテナイの弱体化につながる懸念もあった。一方、アテナイ成立の早期より、市民権を持つ富裕な市民は自弁して重装歩兵となりポリス防衛や略奪、敵対部族の撃滅などに活躍して発言力を強めており、身分により指導部が下した政治決定への意思表明機会に区別があることは、当時の兵役を請負う市民から不平不満が高まっていた。こうした状況を受け、紀元前594年にアルコンに就任したソロンは、市民の債務を帳消しにすると共に市民の債務奴隷化を禁止させ、アテナイ内に於けるアテナイ市民（もちろん奴隷や農奴に指導部が下した政治判断への投票参加は認められず、奴隷は人格も認められない）の地位を守ると共に、財産額によって市民を4等級に分け、その等級に応じて指導部が下した政治決定に賛否を表明する投票への参加を認めた。これにより家柄でなく財産の多寡が政治参加の度合いを決める事となった。
ところが、ソロンの改革を巡っては、古くからの特権を保持する貴族と改革支持派が対立し、それぞれの居住区から前者は平野党（Pediaei）、後者は海岸党（Paraloi）と呼ばれた。さらに後者からは急進改革派である高地党（Hyperakrioi、後に山地党（Diakrioi）と改名）が分離して、ソロンが引退すると三派が激しく争った。紀元前561年に権力を掌握した僭主ペイシストラトスは、山地党の支持を受けて、中小農民の保護育成につとめ貴族に打撃を与えた。僭主を倒したクレイステネスは、紀元前508年に10部族制を創設し市民を再編して五百人評議会の設置とオストラキスモス（陶片追放）を採用した。

### 軍事民主制の発展と確立
ペルシア戦争に勝利したアテナイは、サラミスの海戦などで三段櫂船の漕手として活躍した下層市民の発言権が強まり、ペリクレス時代には「五百人評議会（有力者層から成る）」の方針を討議する「民会」（参照:プニュクス）も設置された。一部の上級職（将軍職）を除いた全ての公職が市民に解放され、出自や能力に関係なく立候補が可能になった。また、経済的に任に堪えない市民（市民のみが兵役の義務を負う）に対しては「公職手当」が支給された。後世、ソクラテスやプラトンは「市民を怠け者にした」として、これを非難する。
公職は、毎年改選される将軍職を除いて、その地位を希望する市民に対して籤引きで決定された。籤引きは神による選択の現れとも信じられていて、アテナイ人はそれが純粋に民主的であると考えていた。これに対してソクラテスやアリストテレスは専門的知識が必要な決定ですらそれを持たない市民で決められてしまうと批判するが、こうした批判は正しいと言わざるを得ない、なぜなら後にソクラテスは専門的な法律知識を有する者が参加していない籤引きで選ばれた裁判官の私感によって、死刑判決が下されたからである。

## アテナイの経済
アッティカ半島の土壌はオリーブとブドウ、すなわちオリーブ油とワインの生産に適していた。穀物は魚介類とあわせて食生活の中心となったが、アテナイの穀物資源は不足し、食糧供給のための穀物輸入が常に問題とされた。

### 初期アテナイ経済
初期のアテナイはギリシアでも後進地域であり、土地はやせ何の特産物も工芸品もない部族集落であった。暗黒時代に破壊を免れたのはアテナイのあまりの貧しさに侵略者であるドーリス人が攻撃の価値を見出せなかったから、という説もある。また、当然に独自の通貨を持つ技術も無く、アイギナの通貨・経済圏の下に組み込まれていた。
アテナイが経済的に注目されることになったのは、ソロンの改革以後である。ソロンはアテナイの産業不振の原因をアテナイ市民が商業や工芸の仕事を奴隷の仕事として卑しんでいるからだと考えて、故国を追われて亡命先を求める職人や貿易商人をアテナイに招聘できるように市民権獲得条件を緩和した。また、当時ギリシア最大の商業都市であったアイギナと商圏が重なる事から、アイギナの通貨圏から離脱してコリントス通貨圏に移った。これにより、東方から招き入れた職人達によって陶芸技術がアテナイに持ち込まれ、アテナイが陶器の産地になるとともに、アイギナ商人が及ばないコリントス経済圏に市場を広げる結果となった。
また、続くペイシストラトス時代にはマケドニアから来た鉱山技師によってラウリウム銀山の本格採掘が始まった。銀が採れないとされてきたギリシア地域で唯一本格的銀山を保有するアテナイは、これにより独自の通貨（ドラクマ銀貨）を生産する。そして食料自給率が推定で約3割から5割と低いアテナイにとって貴重な食料や船舶の材料である木材の輸入が可能となり、ギリシア世界の経済で優越した立場に立つ。銀山で働いていたのは奴隷達で、彼らの監督者はアテナイの財政を左右する要職として一流の市民が選ばれた。さらにペルシア戦争最中の紀元前483年にラウリウム近くのマロネイアからも大規模な銀山が発見されると、当初は全市民に毎月産銀を分配する計画であったが、当時の指導者・テミストクレスの提案によって、その産銀を海軍予算に充てる事が了承された。アテナイがペルシアの侵攻を徒労に終わらせただけの海軍力を得たのも銀山のおかげであり、それは食料や木材の輸入量確保にとっても重要であった。

### ギリシア世界での支配地域拡張
ペルシア戦争勝利後のアテナイはデロス同盟の支配者として各地へ侵略を繰り返し支配地域を拡大した。紀元前433年にケルキュラ（コルキュラ）を巡って対立したかつての盟友・コリントスを破り、2年後にはかつてのライバルアイギナをデロス同盟の頚木へ従えた。等々、アテナイはギリシア最強の軍事都市に上り詰める一方、デロス同盟参加国から徴収する年賦金を自国財政に全額流用、アイギアを始めとする各国の通貨鋳造権を取り上げアテナイ通貨の使用を強制した。

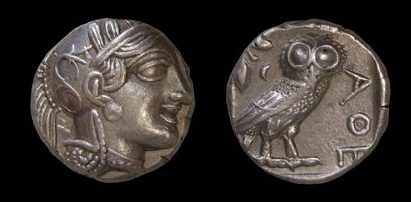
アテナイのテトラドラクマ銀貨　発行時期は紀元前454-415年。通称「ふくろう銀貨」と呼ばれるもの。アテナイはデロス同盟参加国から徴収した銀を用いて莫大な量の銀貨を発行した。

アテナイの市場には、ポリス内部の地域市場であるアゴラと対外用の市場であるエンポリウムが存在した。アゴラにはカペーロスという小売人が居住し、中央集権制度にかわって食料の再配分を行なうための制度として食品が売られた。エンポリウムにはエンポロスという対外交易者が居住し、ペイライエウスで取り引きを行なった。ペリクレスは自ら積極的にアゴラで売買を行ない、アテナイは商業的なアゴラを推進した。
台頭が遅かったため、隷属市の急拡大とは対照的に植民市の入植競争では他の都市に乗り遅れた。遅ればせながら植民市も創設して「クレールーキア（klèrouchia）」と呼ばれるアテナイ市民権の保証と引き換えに従属義務を負う契約を結んだ都市の建設に乗り出した。

### ペロポネソス戦争とアテナイ経済圏の崩壊
陸軍大国スパルタと裕福なコリントスを中心とするペロポネソス同盟勢を敵に回したアテナイの指導者ペリクレスは籠城による長期戦を計画する。だが、籠城による人口過密からくる諸問題（都市の許容量を超えた人口の爆発的増加と治安の悪化、そして何より衛生環境の悪化による疫病の蔓延）が襲い始めた。ペリクレスは、アテナイの支配地域の農地は肥沃ではなく、食料自給率も低いので敵に農地を荒らされても食料は輸入で補えばいいという考えであったが、商工業を卑しむ傾向があったアテナイ市民には農園経営者が多く、またスパルタ軍のアテナイ領の略奪により、ペリクレスの生前より籠城の長期化による農地の荒廃に不満を抱くものが続出した。疫病に倒れたペリクレスの死後は好戦的デマゴーグが幅を利かせ、アテナイは積極策を採りペロポネソス同盟軍や離反した隷属都市との一進一退を繰り返す事になる。やがて、徒労に終わった１度目のシケリア遠征やその他多数の各地への侵略と同じ様に軽く考えて開始した２度目のシケリア遠征に国力を注ぎ込むが遠征軍は壊滅、アテナイはその国力と威信を大いに減退させた。その隙を突いたスパルタの海軍力強化、穀物の主要な輸入ルート上にあるデケレイアの占領、さらにはアテナイの苛烈な政策（攻略した敵対都市の成人男子絶滅及び身分を問わない女子供の全奴隷化による都市の完全な解体や捕虜の殺害）によるラウレイオン・マロネイア両銀山における奴隷鉱夫の反乱逃亡とデロス同盟加盟国の離反によって、アテナイはその経済を支えてきた銀の生産・船舶・同盟年賦金といった全ての強みを失った。そして、紀元前405年のアイゴスポタモイの海戦でアテナイ艦隊を壊滅させてその制海権を奪い、黒海からアテナイへの穀物輸送ルートを押さえたスパルタ・コリントスなどのペロポネソス同盟海軍はアテナイの陸海からの封鎖に成功して、アテナイは飢餓状態に陥った。これによって、アテナイは降伏へと追い込まれた。

## アテナイの社会と文化
アテナイは、市民、外国人であるメトイコイ、奴隷の3つの身分に分かれていた。最盛期のアテナイは、3万人未満の市民（青年の男性。家族等を含めると約8万人余り）、奴隷6万人余り、商業や学芸などに従事するメトイコイ3000-4000人が居住した。上流階層の男性は7歳になると、私学に通って読み書き、計算、体育、音楽を修得した。成人すれば戦争や民会などに参加し、平時にはアゴラ（αγορά)に集って体育に汗を流した。女性の地位は低く、家庭内の仕事や家内産業に従事し15歳くらいで親が決めた30歳ぐらいの男性と結婚した。
奴隷は例外的に解放されることもあったが、農作業、商売、鉱夫、職人、家内の雑用、公文書の保管、市中警備などあらゆる部門で非常に酷使され、過酷かつ不健康な状態に置かれた。4-5人家族であれば、男性の奴隷1名を公共工事に従事させて得る報酬で生活ができた。解放奴隷はメトイコイに属した。
ギリシア各地から学者、芸術家が集まり文化の花が開き、ギリシア哲学のソクラテス、プラトン、アリストテレス、劇作家のアイスキュロス、ソポクレス、エウリピデス（→ギリシャ悲劇）、アリストパネス（→ギリシャ喜劇）、彫刻家のペイディアス、歴史家のトゥキディデス、著述家のクセノポンらが輩出した。皮肉なことに彼らの多くがアテナイの没落を目にして役職の直接選挙制に否定的な思想を唱えた。

## 神話の中のアテナイ
ギリシア神話では、アテナイはオリュンポス十二神の水神ポセイドンと女神アテナが、その当時まだ名前の無かったアテナイの領有権をめぐって争い、それにアテナが勝利したため、女神の名にちなんでアテナイと名づけられたとされている。その争いとは、アテナイ市民により有益なものを作り出したほうを勝者とするものであった。ポセイドンは馬を作り出して乗馬の方法を教え塩水の井戸を湧き出させた。他方アテナはオリーブの木を生み出し、これを見た神々がアテナの方が住民に有益であり、アッティカの守護者として相応しいとした。これに怒ったポセイドンは津波による洪水を起こしたという。